# Mihai Dănilă
Mihai Dănilă (* 13. November 1952; † 15. Dezember 2014) war ein rumänischer Fußballspieler und -trainer.

## Sportlicher Werdegang
Dănilă debütierte am 20. April 1969 für Politehnica Iași in der Divizia A, als sich der Klub 1:1-Unentschieden von Dinamo Bukarest trennte. Bis zum Sommer 1981 lief der Stürmer in 209 Ligaspielen für den Klub auf und erzielte dabei 51 Tore. Dabei fiel er den Verantwortlichen der Federația Română de Fotbal auf und er bestritt zwei Länderspiele für die rumänische U-21-Auswahlmannschaft sowie drei für die B-Nationalmannschaft. Daneben waren der größte persönliche Erfolg Dănilăs seine 16 Saisontore in der Erstliga-Spielzeit 1974/75, mit denen er sich auf dem fünften Rang der Torschützenliste platzierte.
1981 wechselte Dănilă zu Viitorul Vaslui. Nach seinem Karriereende leitete er bei Politehnica Iași lange Zeit die Nachwuchsarbeit.
Im Dezember 2014 starb Dănilă im Alter von 62 Jahren an Herz-Lungen-Versagen.